# Periphyllus coracinus
Periphyllus coracinus är en insektsart som först beskrevs av Koch 1854. Enligt Catalogue of Life ingår Periphyllus coracinus i släktet Periphyllus och familjen långrörsbladlöss, men enligt Dyntaxa är tillhörigheten istället släktet Periphyllus och familjen borstbladlöss. Arten är reproducerande i Sverige. Inga underarter finns listade i Catalogue of Life.